# بني عياط
بني عياط هي قرية مغربية واقعة في القسم الشمالي لجبال الأطلس الكبير الممتدة وسط المملكة. تنتمي بني عياط لجهة بني ملال خنيفرة إقليم أزيلال، تحدها غربا الجماعة القروية مولاي عيسى بن دريس وشرقا جماعة أفورار وشمالا حدود إقليم الفقيه بنصالح، تضم هذه القرية 20.905 نسمة (إحصاء 2004). تنقسم بني عياط بالأساس إلى قبيلتين أيت إسفاون وأيت أسمسيل وكل قبيلة تضم مجموعة من الدواوير، حيث تضم قبيلة أيت إسفاون كل من سيدي علي بن براهيم، تخصايت، العوينة، تكموت ويعريان، أيت إملول، تنفردة، أيت يحيى. أما قبيلة أيت أسمسيل فتشمل كل من أيت وايو، إفرغس، تيزكي، ساغدن وأخيرا المركز.